# Jodis spumifera
Jodis spumifera är en fjärilsart som beskrevs av W. Warren 1898. Jodis spumifera ingår i släktet Jodis och familjen mätare. Inga underarter finns listade i Catalogue of Life.